# Cachucha
Cachucha è un assolo di danza spagnolo in 3/4 a 3/8 di tempo simile al bolero. Cachucha è ballato in Andalusia su una canzone nazionale accompagnata dalle nacchere.

## Etimologia
Dallo spagnolo cachucha, piccola imbarcazione. Probabilmente dal diminutivo di cacho, coccio, casseruola, probabilmente dal Volgare cacculus, alterazione del Latino caccabus, contenitore, dal Greco kakkabos, un piccolo recipiente.

## Storia
Il Cachucha fu inizialmente creato a Cuba anche se ora viene considerato un ballo spagnolo. Fanny Elssler fu la prima a esibirsi in questa danza popolare: inizialmente introdusse il Cachucha al pubblico nel balletto The Lady of the Lake (1812) e successivamente nel balletto di Jean Coralli Le Diable boiteux.